# Raddea carriei
Raddea carriei är en fjärilsart som beskrevs av Charles Boursin 1963. Raddea carriei ingår i släktet Raddea och familjen nattflyn. Inga underarter finns listade.